# Montague Eliot (8e comte de St Germans)
 (juillet 2021).
Pour les articles homonymes, voir Eliot.
Montague Charles Eliot, 8e comte de St Germans (13 mai 1870 - 19 septembre 1960) est un pair et courtisan britannique.

## Biographie
Eliot est né à Pimlico, Middlesex de Charles George Cornwallis Eliot (16 octobre 1839 – 22 mai 1901) et de son épouse Constance Rhiannon Guest (novembre 1844 – 1916). Il fait ses études à la Castleden Hall School (Farnborough, Hampshire), Charterhouse et Exeter College, Oxford, obtenant un BA en 1893. En 1895, il est avocat à l'Inner Temple.
De 1901 à 1906, il est gentilhomme huissier d'Édouard VII, et de 1908 à 1910 groom in waiting. De 1910 à 1936, il est gentilhomme huissier de George V. Pendant la Première Guerre mondiale, Montague est capitaine de corvette avec le RNVR. Il est nommé Officier de l'Ordre de l'Empire britannique (OBE) en 1919 et devient Groom of the Robes de 1920 à 1936.
En 1923, il est nommé membre de l'Ordre royal de Victoria (MVO) et, de 1924 à 1936, il devient le groom d'honneur du roi George V. Il est nommé commandeur de l'Ordre royal de Victoria (CVO) en 1928, Chevalier Commandeur (KCVO) en 1934. En 1936, il est Extra Groom-in-Waiting d'Édouard VIII et, de 1937 à 1952, Extra Groom-in-Waiting de George VI. De 1952 à 1960, il est Extra Groom-in-Waiting d'Élisabeth II. Il reçoit la croix d'Officier de l'Ordre de Léopold (Belgique).
Le 22 novembre 1942, Eliot succède à son frère aîné Granville Eliot, 7e comte de St Germans pour devenir le 8e comte de St Germans.

## Famille
Il épouse le 22 juin 1910 Helen Agnes Post (décédée le 1er septembre 1962), fille d'Arthur Post de New York, et de son épouse Elizabeth Wadsworth, fille du général américain James Wadsworth. Ils ont une fille et deux fils :
- Germaine Elizabeth Olive Eliot (11 avril 1911 – 1991)
- Nicholas Eliot (9e comte de St Germans) (en) (1914-1988)
- (Montague) Robert Vere Eliot (29 octobre 1923 - 16 mai 1994), se présente à Mansfield en tant que conservateur aux élections générales de 1959.

Eliot est décédé le 19 septembre 1960 et ses titres passent à son fils aîné, Nicholas Nicholas Richard Michael Eliot.